# Hamadryas rhea
Hamadryas rhea är en fjärilsart som beskrevs av Hans Fruhstorfer 1907. Hamadryas rhea ingår i släktet Hamadryas och familjen praktfjärilar. Inga underarter finns listade i Catalogue of Life.